# Щетинский, Александр Степанович
Александр Степанович Щетинский (укр. Олександр Степанович Щетинський, род. 22 июня 1960, Харьков)— украинский композитор, автор более 100 музыкальных произведений, охватывающих большинство жанров и исполнительских составов — от опер, вокально-симфонических и хоровых композиций до камерно-ансамблевых и сольных.

## Образование и влияния
Александр Щетинский закончил Харьковский институт искусств (1983). По классу композиции его преподавателем был Валентин Борисов. В то же время, на него имело значительное влияние творчество другого украинского композитора, Валентина Бибика. Другим источником вдохновения были представители так называемого советского авангарда: Эдисон Денисов, Альфред Шнитке, Арво Пярт, Софья Губайдулина, Валентин Сильвестров. Позже Щетинский принимал участие в мастер-классах вместе с Эдисоном Денисовым и Полом Рудерсом  в Дании; в летних курсах в Польше, где прослушал лекции Луи Андриссена, Витольда Лютославского, Кшиштофа Пендерецкого, Богуслава Шеффера, Магнуса Линдберга. Музыка Нововенской Школы, Оливье Мессиана и Дьёрдя Лигети оказали значительное влияние на Щетинского.

## Выступления
С конца 1980-х его музыка звучала на фестивалях и концертах в Европе и Америке, в исполнении всемирно известных исполнителей, таких как Московская Геликон-Опера, ВВС Национальный Оркестр Уэльса, Варшавский филармонический оркестр, детский хор Мэтрис Радио Франс, Квартет Ардитти, Московский ансамбль современной музыки, Ансамбль Венского Колледжа, Ансамбль Перкуссионистов Марка Пекарского, пианист Айвар Михашофф, сопрано Филлис Брин-Джулсон и другие. Среди издателей Щетинского: Alain Van Kerckhoven Editeur, Boosey & Hawkes, Le Chant du Monde, Gerard Billaudot Editeur S. A.

## Педагогическая деятельность
С 1983 по 1990 преподавал композицию в детской музыкальной школе с применением музыкально-педагогической системы Валерия Брайнина (автор статьи о системе Брайнина в журнале «Музыкальная академия»). С 1991 по 1995 вёл классы композиции, инструментовки и специальный курс композиторских техник XX века в Харьковском институте искусств. В 1995 прочитал курс лекций о музыке XX века в Украинской национальной музыкальной академии в Киеве. Выступал с лекциями о новой украинской музыке и представлял собственные композиции на международных симпозиумах в Австрии, Германии, Македонии, Голландии, Польше, Швейцарии, Словакии, Украине. В 1999 провёл композиторский мастер-класс в Македонии. С 2018 ведет классы композиции и сопустсвующих дисциплин в Харьковском национальном университете искусств.

## Общественная и организационная деятельность
В конце 1980-х годов был одним из организаторов нескольких фестивалей современной камерной музыки на Украине и в России. С 1997 по 2005 был членом художественного совета Международного фестиваля современной музыки «Контрасты» во Львове. В 2001—2005 был координатором программ Международного форума музыки молодых в Киеве и, с 1995 по 2001, серии концертов Новая Музыка в Харькове.

## Известные постановки
- 2011 — Опера «Бестиарий», Харьковский национальный академический театр оперы и балета имени Н. В. Лысенко.[4]

## Музыка для кино
Александр Щетинский написал музыку к художественным фильмам Las Meninas (2008) и Delirium (2012) украинского режиссёра Игоря Подольчака.

### Музыка кLas Meninas

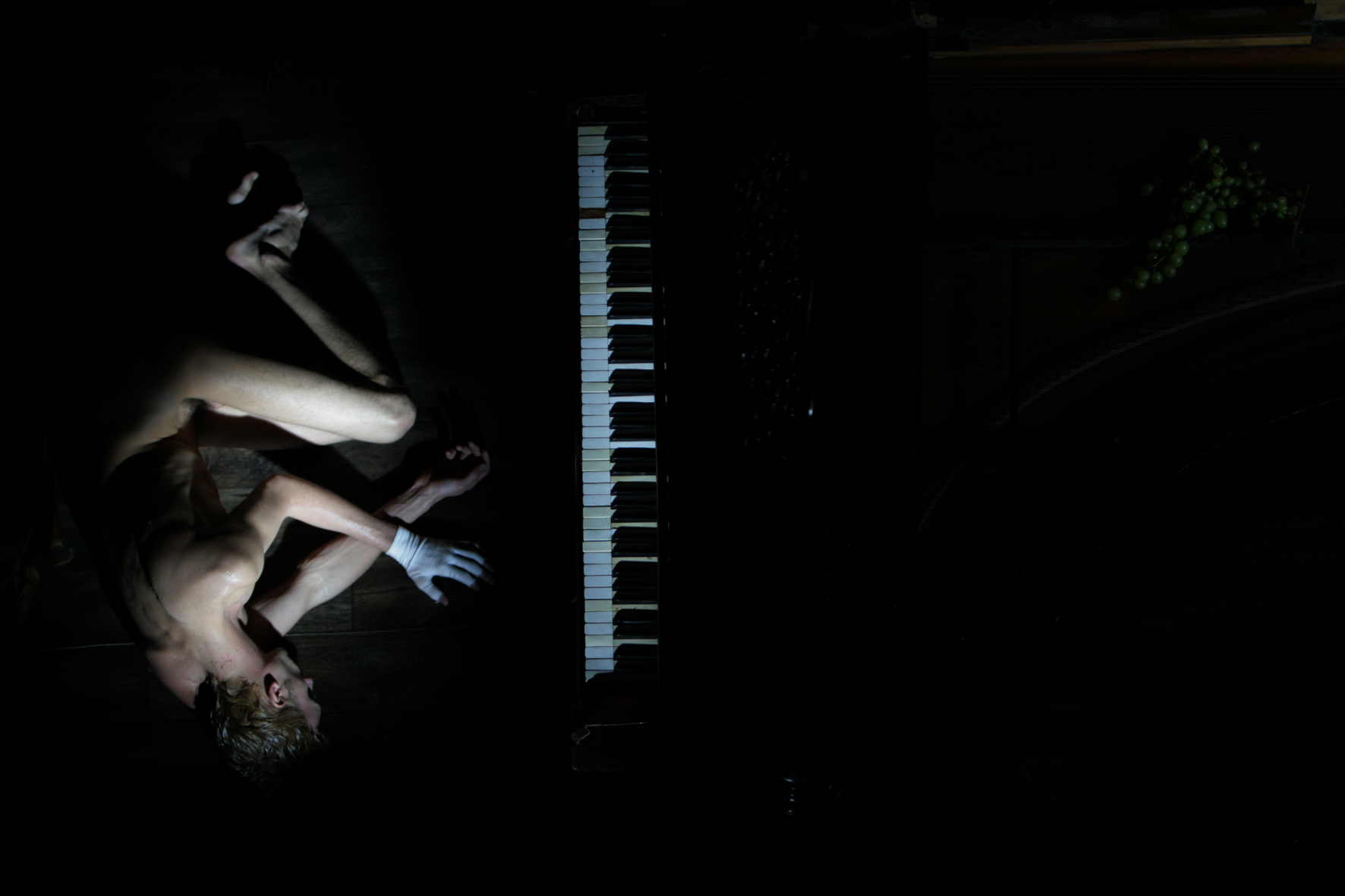
Кадр из фильма Las Meninas

Поскольку главный персонаж фильма Мать является бывшей виолончелисткой, а Сын в детстве учился игре на фортепиано, основная часть музыки создана именно для этих инструментов. Не отбрасывая полностью традиционного использования музыки в кино, как фона для диалогов или средства эмоциональной окраски кадра, режиссёр и композитор сосредоточили внимание на самостоятельной роли музыки, как смыслового контрапункта к словам и видеоряду. Во многих сценах музыка выходит на первый план и соединяется с шумами, как природными, так и созданными искусственно, которые смонтированы по музыкальным принципам. Поэтому весь звуковой ряд фильма можно рассматривать как целостную звуковую инсталляция. Для 15-минутной сцены фильма (воспоминания и бред Сына), которая не содержит ни одного слова, Александром Щетинским была создана Соната для виолончели и фортепиано — самостоятельная концертная композиция, которая может исполняться отдельно от фильма. Стилистическая палитра музыки, соответственно многоплановой смысловой структуре фильма, довольно широка — от барочных, классических и позднеромантических аллюзий до жесткого атонализма и сонорики. Однако композитор избегает коллажного объединения разных стилей, стремясь к их интеграции и синтезу.

## Награды
Лауреат шести международных композиторских конкурсов: Конкурса им. К. Сероцкого, Польша (1990, главная и специальная премии); Конкурса духовной музыки, Фрибур, Швейцария (1991, первая премия); Конкурса им. В. Лютославского, Польша (1995, вторая премия); Конкурса им. А.Дютийё, Франция (1996, вторая премия); Конкурса им. Г. Малера, Австрия (1998, третья премия). В 2000 постановка его камерной оперы «Благовещенье» в московском театре «Геликон Опера» была отмечена Российской национальной театральной премией «Золотая маска». Опера записана на компакт-диск американской фирмой «Кембриа».
Второй приз на Международном конкурсе композиторов в Люксембурге 2006 (за камерный концерт для фортепиано и 12 инструментов)